# SeaTac
SeaTac es una ciudad ubicada en el condado de King en el estado estadounidense de Washington. En el año 2000 tenía una población de 25.496 habitantes y una densidad poblacional de 988,0 personas por km².

## Geografía
SeaTac se encuentra ubicada en las coordenadas 47°26′29″N 122°17′35″O / 47.44139, -122.29306.

## Demografía
Según la Oficina del Censo en 2000 los ingresos medios por hogar en la localidad eran de $41.202, y los ingresos medios por familia eran $47.630. Los hombres tenían unos ingresos medios de $34.396 frente a los $28.984 para las mujeres. La renta per cápita para la localidad era de $19.717. Alrededor del 11,5% de la población estaban por debajo del umbral de pobreza.

## Educación
Las Escuelas Públicas de Highline gestiona escuelas públicas.

## Galería

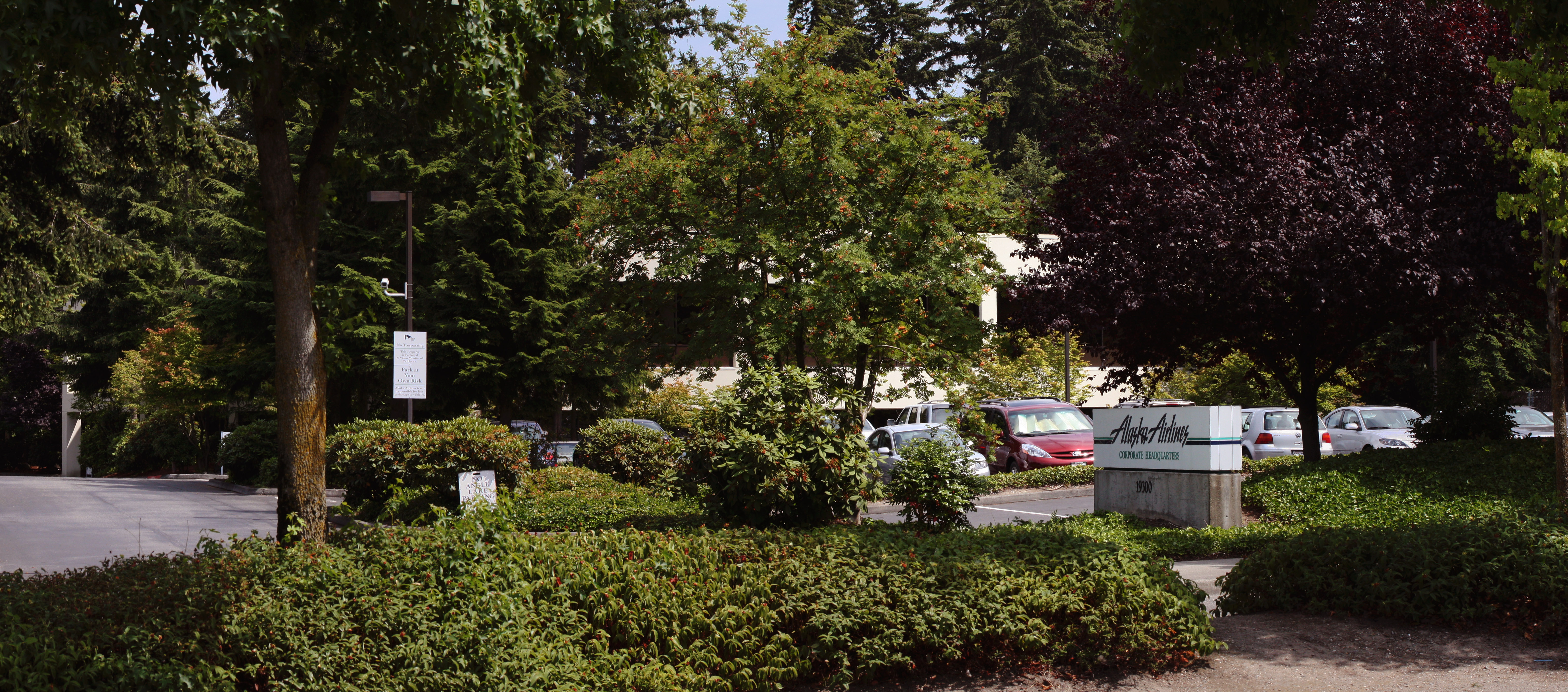
La sede de Alaska Airlines